# Winkelreflektorantenne

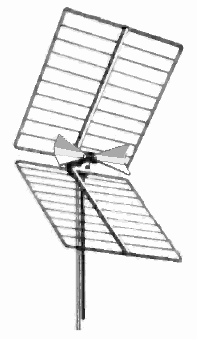
Winkelreflektorantenne

Eine Winkelreflektorantenne, aus dem Englischen: Corner-Antenne, ist eine Richtantenne. Sie besteht aus einem Winkelreflektor, einem Strahlerelement, ausgeführt meist als ein Halbwellen- bzw. Schmetterlingsdipol, und oft einem Korrekturelement bzw. Direktor vor diesem. Bei vertikaler Polarisation kann als Strahler ein Sperrtopfdipol (Koaxialdipol) verwendet werden, der eine recht gute Anpassung an ein 50-Ohm-Koaxialkabel bietet.
Die zu den Reflektorantennen zählende Antennenbauform wurde 1940 von John D. Kraus erfunden.
Eigenschaften:
- in der Schmetterlingsversion sehr breitbandig (Frequenzverhältnisse von 1 zu 2 sind möglich)
- hohe vertikale Bündelung
- hohes Vor-Rück-Verhältnis
- einfache Konstruktion

Winkelreflektorantennen werden vorwiegend im UHF-Bereich eingesetzt.
Anwendungen sind:
- terrestrischer TV-Empfang (UHF)
- andere Funkdienste